# 热列兹诺多罗日内 (乌斯季伊利姆斯克区)
热列兹诺多罗日内（羅馬化：Zheleznodorozhnyy），旧称谢韦尔内（Северный），是俄罗斯伊尔库茨克州的工人村（市级镇），属乌斯季伊利姆斯克区，南临乌斯季伊利姆斯克水库，在区行政中心乌斯季伊利姆斯克南、州府伊尔库茨克北偏西方。
该地2021年人口有6,196人；2010年人口7,032；2002年人口7,832；1989年人口9,095。